# 阿納帕區

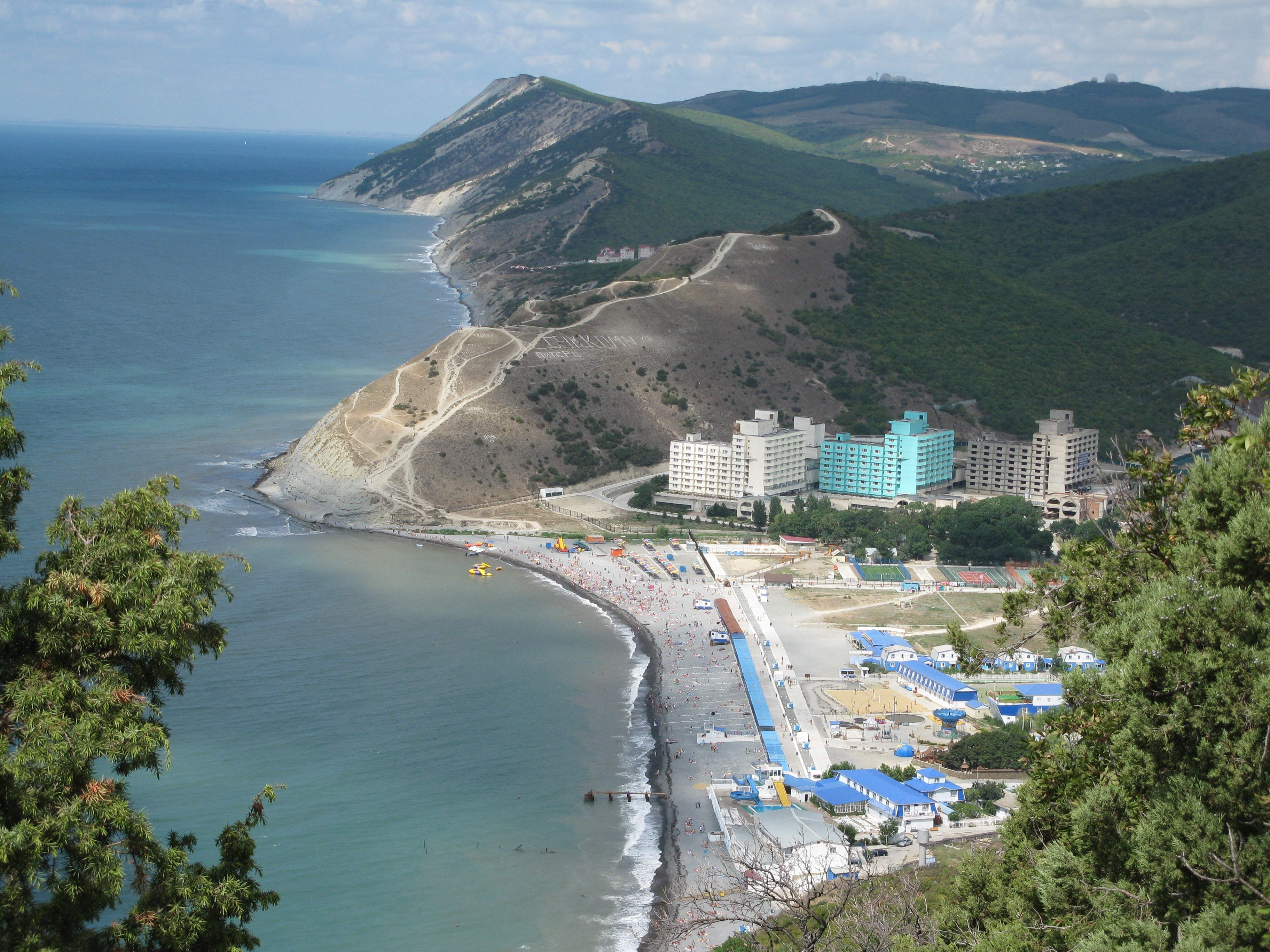

44°53′00″N 37°19′00″E / 44.8833°N 37.3167°E
阿納帕區（俄语：Анапский район），是俄羅斯的一個區，位於該國西南部，由克拉斯諾達爾邊疆區負責管轄，始建於1923年，首府設於阿納帕，2010年該區人口76,904。